# Begonia masoniana
Espèce
Begonia masoniana, le Bégonia croix de fer, est une espèce de plantes de la famille des Begoniaceae. Ce bégonia rhizomateux fait partie de la section des Coelocentrum et il est originaire du Guangxi, en Chine. L'espèce fait partie de la section Coelocentrum ; elle a été décrite en 1959 par Rudolf Christian Ziesenhenne (1911-), à la suite du botaniste allemand Edgar Irmscher (1887-1968). L'épithète spécifique, masoniana, est un hommage à l'horticulteur britannique Maurice L. Mason (1912-1993) qui l'a découvert à Singapour et importé en Europe,.

## Description
C'est un bégonia rhizomateux présentant de grandes feuilles « gaufrées » d'un vert tendre avec, au centre, une marque brune en forme de croix. C'est d'ailleurs cette marque brune qui lui valut son premier nom 'Iron Cross' (croix de fer) quand il fut introduit en Angleterre en 1952 par Maurice Mason. Il est de culture facile et se multiplie par bouture de feuille.

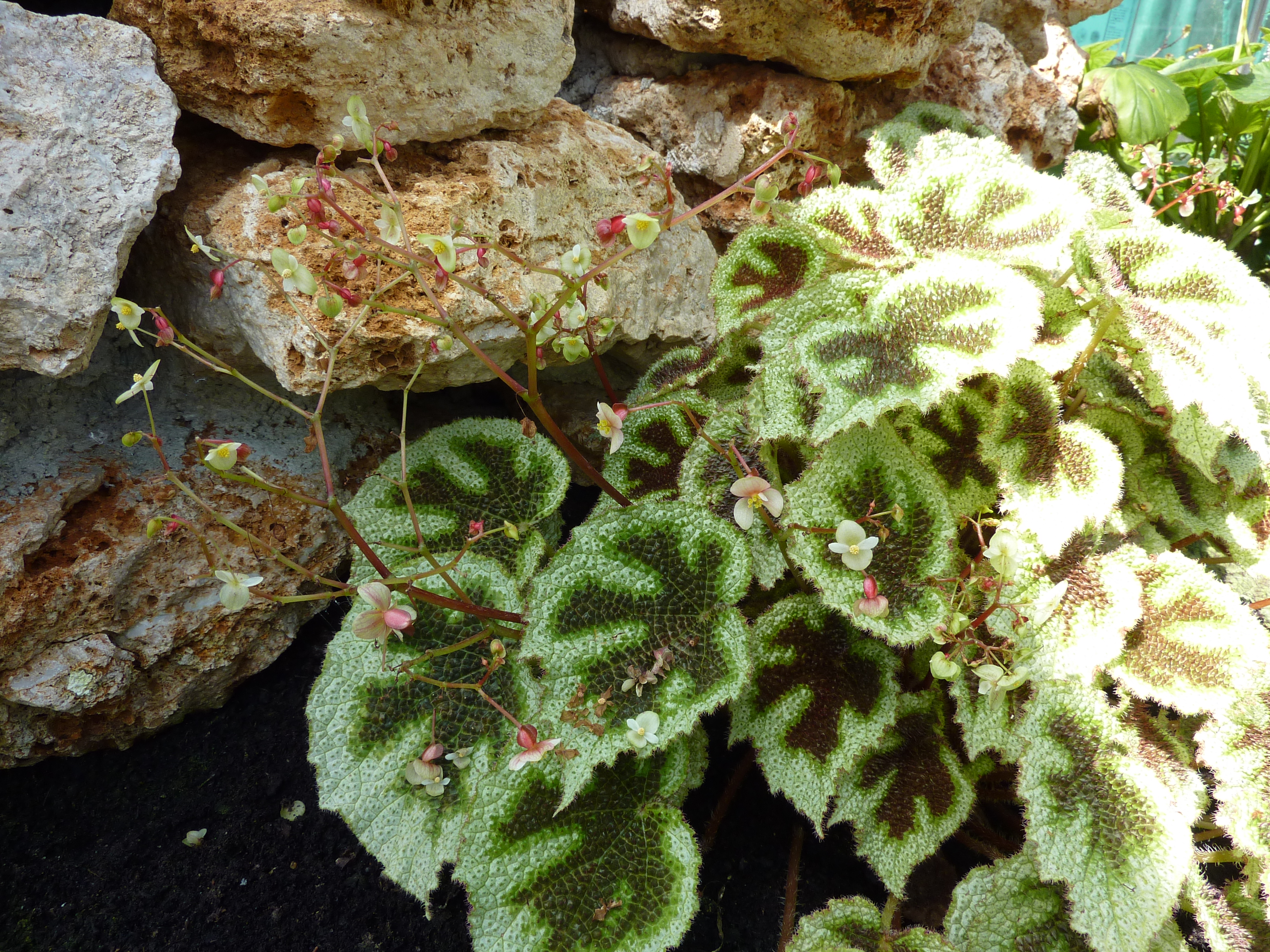
Vue d'ensemble, en fleurs
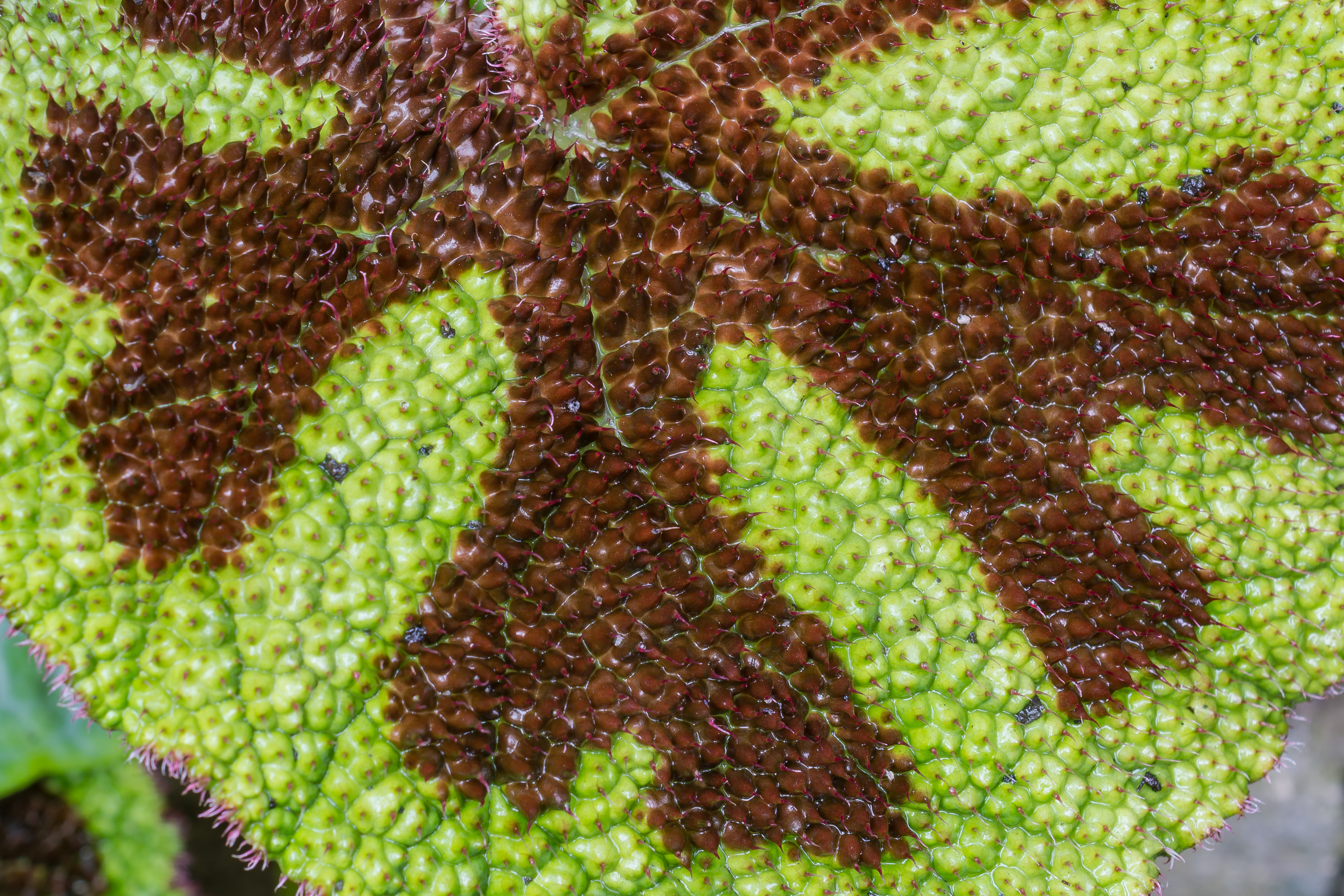
Détail d'une feuille
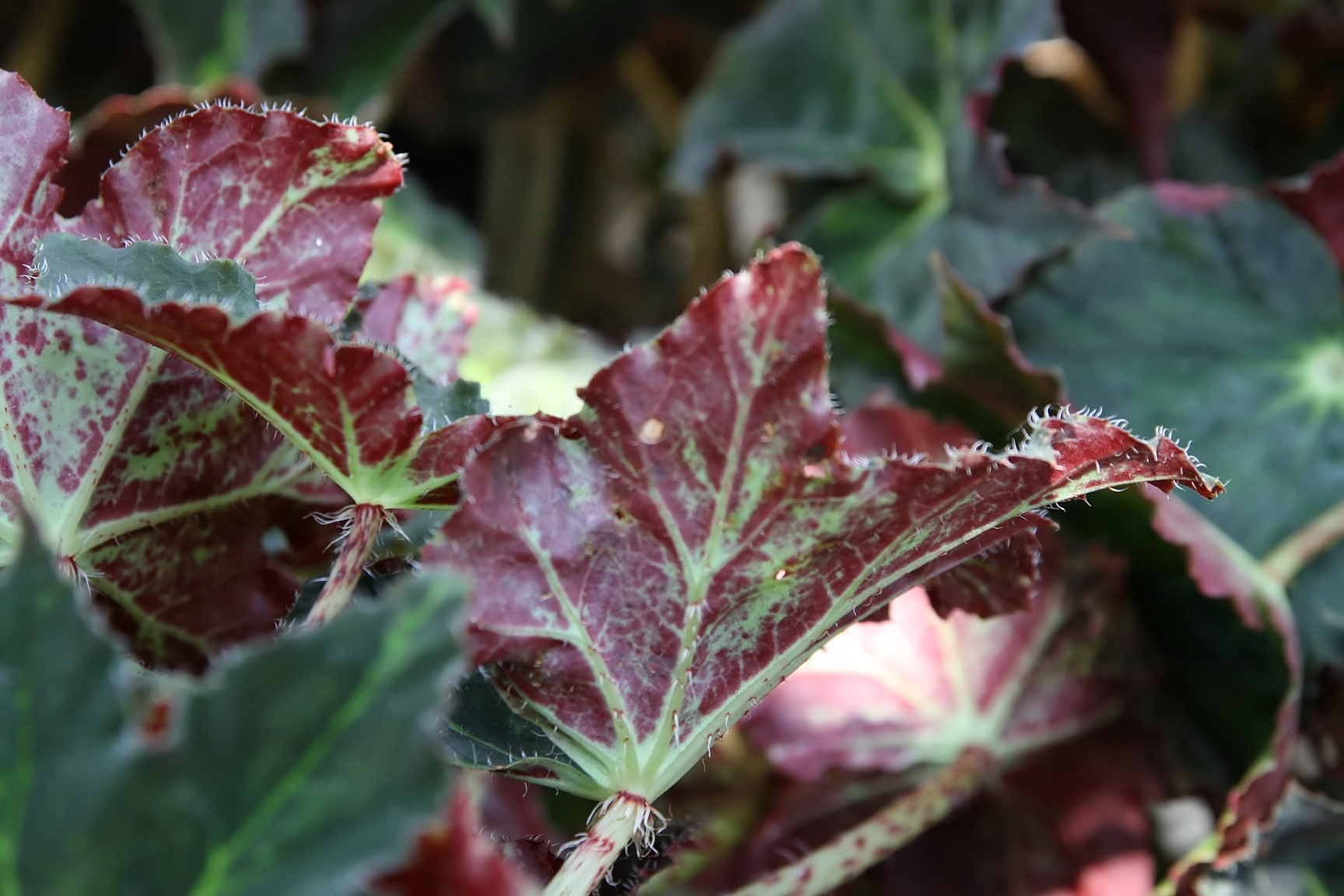
Revers du feuillage avec ébauche de racines
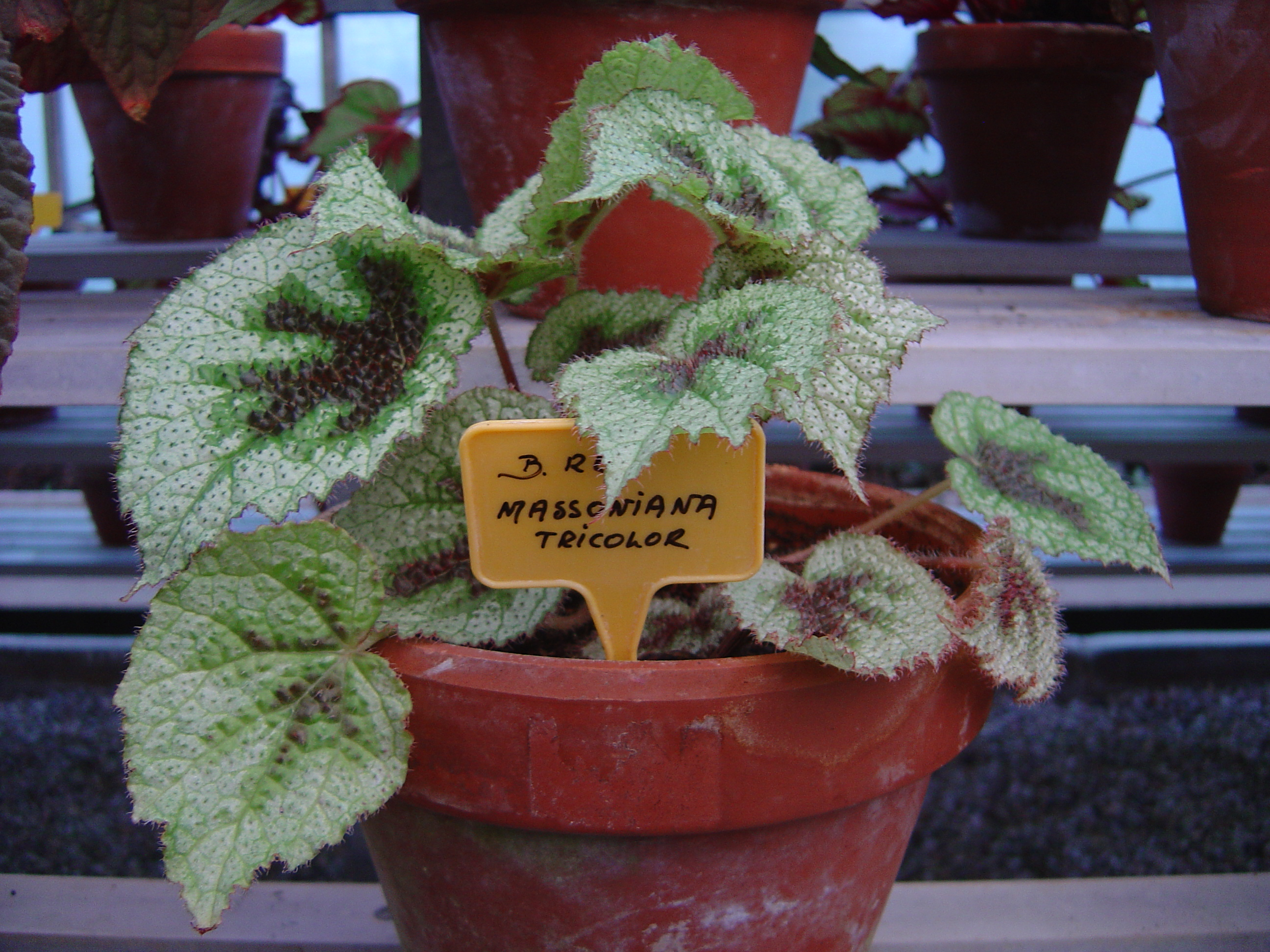
Begonia masoniana 'Tricolor'

## Liste des variétés
Selon Tropicos (9 novembre 2016) (Attention liste brute contenant possiblement des synonymes) :
- variété Begonia masoniana var. maculata S.K. Chen, R.X. Zheng & D.Y. Xia
- variété Begonia masoniana var. masoniana